# Andreas Laurentii Björnram
Andreas Laurentii Björnram, conosciuto anche come Bothniensis Bereus (si faceva chiamare così in onore della famiglia di sua madre) (1520 – 1º gennaio 1593), è stato un arcivescovo luterano svedese, Arcivescovo di Uppsala dal 1583 fino al 1591.

## Biografia
Fu l'ultimo primate della Chiesa di Svezia a nascere prima che re Gustavo Vasa, nel 1531, nell'ambito della Riforma luterana, rendesse il luteranesimo religione di Stato della Svezia.
Fu tra i principali sostenitori della liturgia di Giovanni III. In seguito cambiò idea, e come arcivescovo spinse alla lettura del catechismo di Martin Lutero.
Sposò Margareta, figlia di Laurentius Petri, primo arcivescovo di Svezia luterano.